# Okręg wyborczy nr 11 do Senatu Rzeczypospolitej Polskiej (2001–2011)
Okręg wyborczy nr 11 do Senatu Rzeczypospolitej Polskiej obejmował w latach 2001–2011 obszar powiatów kutnowskiego, łaskiego, łęczyckiego, łowickiego, pabianickiego, pajęczańskiego, poddębickiego, sieradzkiego, wieluńskiego, wieruszowskiego, zduńskowolskiego i zgierskiego (województwo łódzkie). Wybierano w nim 3 senatorów na zasadzie większości względnej.
Powstał w 2001, jego obszar należał wcześniej do okręgów obejmujących województwo sieradzkie i części województw częstochowskiego, kaliskiego, konińskiego, łódzkiego, piotrkowskiego, płockiego i skierniewickiego. Zniesiony został w 2011, na jego obszarze utworzono nowe okręgi nr 25, 26 i 27.
Siedzibą okręgowej komisji wyborczej był Sieradz.

## Reprezentanci okręgu
| Rok  | Senator komitet wyborczy                     | Senator komitet wyborczy                                      | Senator komitet wyborczy                     | Senator komitet wyborczy                                         | Senator komitet wyborczy                     | Senator komitet wyborczy                                        |
| ---- | -------------------------------------------- | ------------------------------------------------------------- | -------------------------------------------- | ---------------------------------------------------------------- | -------------------------------------------- | --------------------------------------------------------------- |
| 2001 |                                              | Jerzy Pieniążek KKW Sojusz Lewicy Demokratycznej – Unia Pracy |                                              | Aleksandra Koszada KKW Sojusz Lewicy Demokratycznej – Unia Pracy |                                              | Józef Dziemdziela KKW Sojusz Lewicy Demokratycznej – Unia Pracy |
| 2005 |                                              | Dariusz Górecki Prawo i Sprawiedliwość                        |                                              | Czesław Rybka Prawo i Sprawiedliwość                             |                                              | Andrzej Owczarek Platforma Obywatelska RP                       |
| 2007 | Przemysław Błaszczyk Prawo i Sprawiedliwość  |                                                               | Marek Trzciński Platforma Obywatelska RP     |                                                                  |                                              | Andrzej Owczarek Platforma Obywatelska RP                       |
| 2011 | okręg zniesiony, patrz okręgi nr 25, 26 i 27 | okręg zniesiony, patrz okręgi nr 25, 26 i 27                  | okręg zniesiony, patrz okręgi nr 25, 26 i 27 | okręg zniesiony, patrz okręgi nr 25, 26 i 27                     | okręg zniesiony, patrz okręgi nr 25, 26 i 27 | okręg zniesiony, patrz okręgi nr 25, 26 i 27                    |

## Wyniki wyborów
Symbolem „●” oznaczono senatorów ubiegających się o reelekcję.

### Wybory parlamentarne 2001
| Kandydat                                              | Kandydat              | Komitet wyborczy                                   | Głosów  |
| ----------------------------------------------------- | --------------------- | -------------------------------------------------- | ------- |
|                                                       | Jerzy Pieniążek●      | KKW Sojusz Lewicy Demokratycznej – Unia Pracy      | 117 918 |
|                                                       | Aleksandra Koszada    | KKW Sojusz Lewicy Demokratycznej – Unia Pracy      | 106 628 |
|                                                       | Józef Dziemdziela     | KKW Sojusz Lewicy Demokratycznej – Unia Pracy      | 98 801  |
|                                                       | Włodzimierz Owczarek  | Polskie Stronnictwo Ludowe                         | 69 262  |
|                                                       | Romuald Michalak      | Polskie Stronnictwo Ludowe                         | 66 288  |
|                                                       | Wiesław Stasiak       | Polskie Stronnictwo Ludowe                         | 65 878  |
|                                                       | Stanisław Cieśla●     | KWW Blok Senat 2001                                | 58 326  |
|                                                       | Janusz Tomaszewski    | KWW „Forum Obywatelskie Chrześcijańska Demokracja” | 45 056  |
|                                                       | Jan Cimanowski●       | KWW Blok Senat 2001                                | 43 647  |
|                                                       | Zbigniew Piczman      | KWW Blok Senat 2001                                | 28 527  |
|                                                       | Kazimierz Kaźmierczak | Alternatywa Ruch Społeczny                         | 25 741  |
|                                                       | Jerzy Leszczyński     | Polska Partia Socjalistyczna                       | 15 566  |
| Frekwencja: 46,16% Źródło: Państwowa Komisja Wyborcza |                       |                                                    |         |

*Jerzy Pieniążek i Stanisław Cieśla reprezentowali w Senacie IV kadencji (1997–2001) województwo sieradzkie, Jan Cimanowski był wcześniej przedstawicielem województwa skierniewickiego.

### Wybory parlamentarne 2005
| Kandydat                                              | Kandydat             | Komitet wyborczy                        | Głosów |
| ----------------------------------------------------- | -------------------- | --------------------------------------- | ------ |
|                                                       | Dariusz Górecki      | Prawo i Sprawiedliwość                  | 56 498 |
|                                                       | Czesław Rybka        | Prawo i Sprawiedliwość                  | 51 791 |
|                                                       | Andrzej Owczarek     | Platforma Obywatelska RP                | 47 460 |
|                                                       | Jerzy Piasecki       | Samoobrona Rzeczpospolitej Polskiej     | 42 577 |
|                                                       | Włodzimierz Maciołek | Samoobrona Rzeczpospolitej Polskiej     | 39 706 |
|                                                       | Hanna Zdanowska      | Platforma Obywatelska RP                | 38 241 |
|                                                       | Marian Szulc         | Samoobrona Rzeczpospolitej Polskiej     | 37 043 |
|                                                       | Jadwiga Beda         | Liga Polskich Rodzin                    | 34 561 |
|                                                       | Wojciech Zarzycki    | Polskie Stronnictwo Ludowe              | 30 985 |
|                                                       | Henryk Jankowski     | Liga Polskich Rodzin                    | 30 707 |
|                                                       | Aleksandra Koszada●  | Sojusz Lewicy Demokratycznej            | 29 119 |
|                                                       | Stanisław Olas       | Polskie Stronnictwo Ludowe              | 28 338 |
|                                                       | Marcin Karpiński     | Sojusz Lewicy Demokratycznej            | 27 891 |
|                                                       | Marek Trzciński      | KWW Marka Trzcińskiego                  | 27 145 |
|                                                       | Jacek Przybyłek      | Liga Polskich Rodzin                    | 26 017 |
|                                                       | Jerzy Pieniążek●     | KWW Jerzego Pieniążka                   | 25 656 |
|                                                       | Krzysztof Miklas     | KWW Krzysztofa Miklasa                  | 18 112 |
|                                                       | Halina Chuderska     | Socjaldemokracja Polska                 | 16 528 |
|                                                       | Leszek Krysiak       | Socjaldemokracja Polska                 | 12 130 |
|                                                       | Krzysztof Deroń      | Partia Demokratyczna – demokraci.pl     | 9734   |
|                                                       | Janusz Mordalski     | Inicjatywa RP                           | 5789   |
|                                                       | Zbigniew Tarka       | Centrum                                 | 4361   |
|                                                       | Adam Sobczak         | KWW – Ogólnopolska Koalicja Obywatelska | 3216   |
|                                                       | Stefan Sypniewski    | Polska Partia Narodowa                  | 3007   |
| Frekwencja: 38,09% Źródło: Państwowa Komisja Wyborcza |                      |                                         |        |

### Wybory parlamentarne 2007
| Kandydat                                              | Kandydat              | Komitet wyborczy                      | Głosów  |
| ----------------------------------------------------- | --------------------- | ------------------------------------- | ------- |
|                                                       | Przemysław Błaszczyk  | Prawo i Sprawiedliwość                | 119 872 |
|                                                       | Andrzej Owczarek●     | Platforma Obywatelska RP              | 108 851 |
|                                                       | Marek Trzciński       | Platforma Obywatelska RP              | 100 704 |
|                                                       | Daniel Grzesiak       | Prawo i Sprawiedliwość                | 96 184  |
|                                                       | Czesław Rybka●        | Prawo i Sprawiedliwość                | 91 023  |
|                                                       | Tomasz Fraszka        | Polskie Stronnictwo Ludowe            | 63 650  |
|                                                       | Bronisław Matusz      | KKW Lewica i Demokraci SLD+SDPL+PD+UP | 54 097  |
|                                                       | Andrzej Michałkiewicz | KKW Lewica i Demokraci SLD+SDPL+PD+UP | 48 700  |
|                                                       | Ryszard Miazek        | Polskie Stronnictwo Ludowe            | 43 803  |
|                                                       | Roman Płucinik        | Polskie Stronnictwo Ludowe            | 43 343  |
|                                                       | Michał Pieruń         | KKW Lewica i Demokraci SLD+SDPL+PD+UP | 39 977  |
|                                                       | Zbigniew Wojtera      | Samoobrona Rzeczpospolitej Polskiej   | 23 353  |
|                                                       | Jacek Przybyłek       | Liga Polskich Rodzin                  | 11 670  |
| Frekwencja: 49,46% Źródło: Państwowa Komisja Wyborcza |                       |                                       |         |